# Cladocoryne travancorensis
Cladocoryne travancorensis is een hydroïdpoliep uit de familie Cladocorynidae. De poliep komt uit het geslacht Cladocoryne. Cladocoryne travancorensis werd in 1963 voor het eerst wetenschappelijk beschreven door Mammen. 